# Merlon
Merlon este o porțiune de zidărie construită din loc în loc pe partea superioară a parapetului unui turn (sau zid) de apărare. Spațiile dintre merloane se numesc creneluri.
Merloanele aveau forme diferite care depindeau de facțiuni. În Italia medievală, de exemplu, guelfii aveau merloane în formă dreptunghiulară iar ghibelinii aveau merloane în formă de coadă de rândunică. 

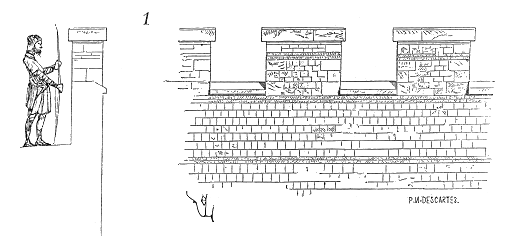
Folosirea merloanelor

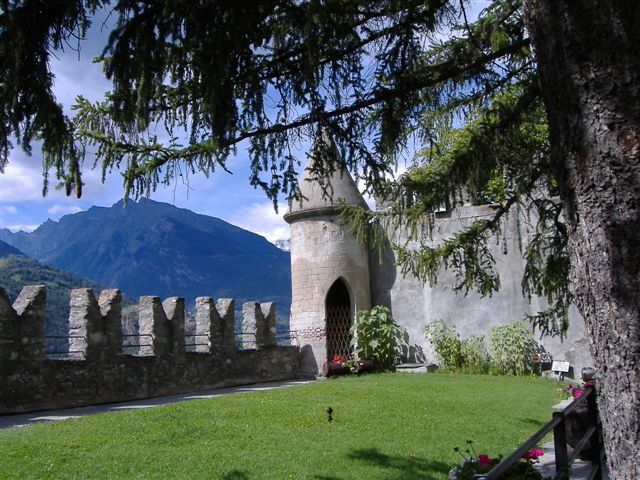
Merloane ghibeline, Castelul Saint-Pierre, Valea Aostei
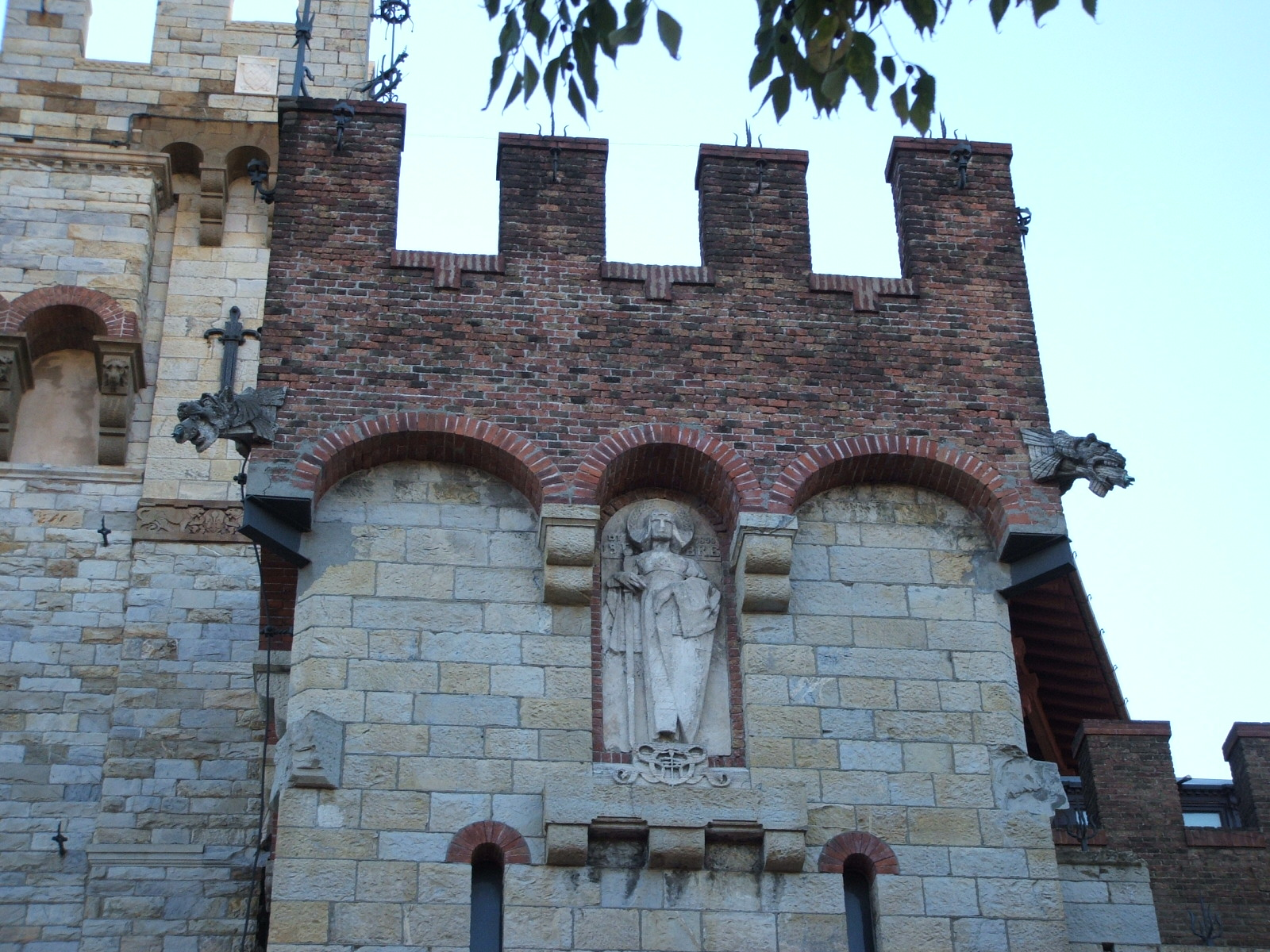
Merloane guelfe, Castello Mackenzie, Genova